# St. Antonius (Hohentengen)

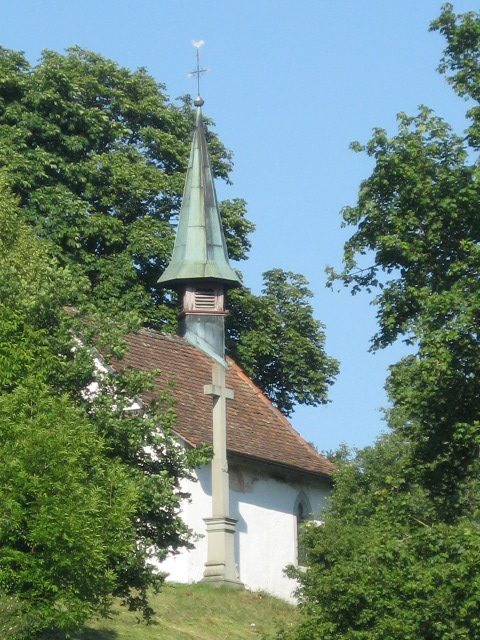
St. Antonius

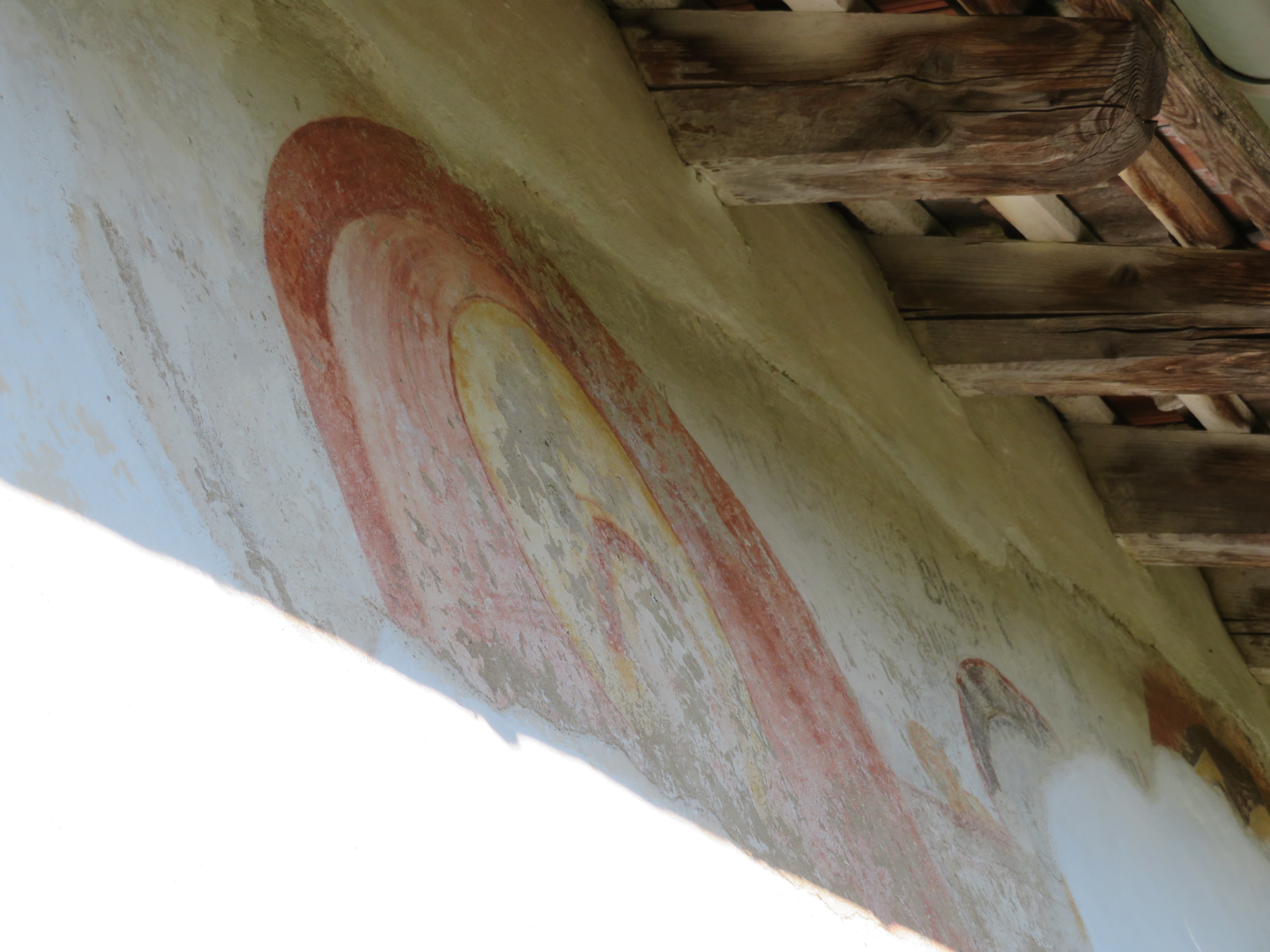
Malereireste

Die Kapelle St. Antonius bei Hohentengen am Hochrhein ist ein Bauwerk aus dem 16. Jahrhundert. Sie steht am Rheinufer gegenüber dem Schweizer Ort Kaiserstuhl oberhalb der Burg Rotwasserstelz. 

## Beschreibung
Die Kapelle steht traufseitig an der Hangkante oberhalb des Rheins und befand sich ursprünglich an einer wichtigen Straßenkreuzung. An ihrer südöstlichen Ecke führt ein alter Hohlweg bergab. Das etwa 8 Meter lange und 6,10 Meter breite Bauwerk besitzt eine 3/8-Apsis mit abgewalmtem Dach und an der Westseite einen Giebel. Das spitzbogige Eingangsportal auf dieser Seite der Kapelle trägt die eingemeißelte Jahresangabe 1599. Am östlichen Ende der Nord- und der Südwand hat die Kapelle zwei spitzbogige Maßwerkfenster, in der Ostwand befindet sich ein etwas kleineres Fenster. In der Höhe der Fenster ist auf der südöstlichen Seite der Apsis eine Sonnenuhr aufgemalt. An der Südwand sind weitere Malereireste auf einem etwa dreieinhalb Meter langen Streifen unter dem Dachüberstand erhalten geblieben.
Laut einer an dem Bauwerk angebrachten Informationstafel geht der Bau der Kapelle, die vermutlich einen Vorgängerbau ersetzte oder aus diesem hervorging, auf eine Stiftung der Patrizierfamilie Erzli aus Kaiserstuhl zurück. Ein neben der Kapelle stehendes Kreuz, 2002 nach der alten Vorlage erneuert, erinnert an den Spitalmeister Arbogast Walder aus Kaiserstuhl.
Die 1997 renovierte Kapelle gilt, auch wegen ihrer Lage, als eine der schönsten des Erzbistums Freiburg.